# Lamberto Zannier

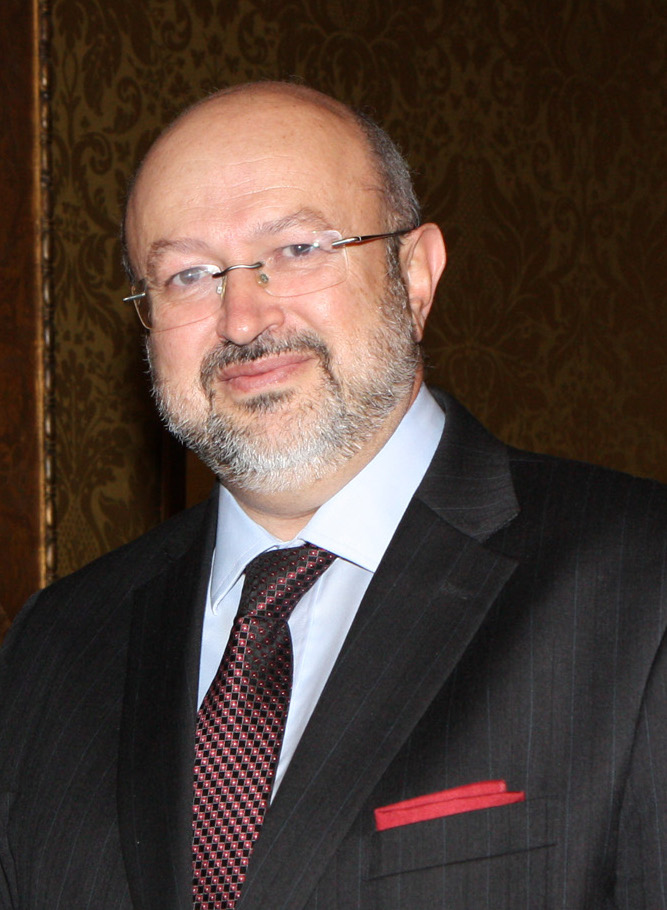
Lamberto Zannier (2012)

Lamberto Zannier (* 15. Juni 1954 in Fagagna) ist ein italienischer Diplomat und seit 19. Juli 2017 Hoher Kommissar für nationale Minderheiten der OSZE.

## Leben
Nach dem Studium der Rechtswissenschaften an der Universität Triest war er von 1976 bis 1979 juristischer Mitarbeiter der FAO. Danach trat er in den italienischen diplomatischen Dienst ein und war an den Botschaften in den Vereinigten Arabischen Emiraten, Österreich und den Niederlanden eingesetzt. 1991 wurde er zur NATO abgeordnet, wo er für Abrüstungsfragen zuständig war (bis 1997). Es folgten Tätigkeiten für die OSZE, von 2000 bis 2002 war er ständiger Vertreter Italiens bei der Organisation für das Verbot chemischer Waffen in Den Haag. Von 2002 bis 2006 arbeitete er für die OSZE in Wien. Danach kehrte er in das Außenministerium in Rom zurück, bis er am 20. Juni 2008 als Nachfolger des Deutschen Joachim Rücker die Leitung der UNMIK (United Nations Interim Administration Mission in Kosovo) übernahm. Vom 1. Juli 2011 bis 30. Juni 2017 war er Generalsekretär der Organisation für Sicherheit und Zusammenarbeit in Europa (OSZE).
Er ist verheiratet und hat zwei Kinder.

## Schriften
- Lamberto Zannier: Ein neuer Schwerpunkt in Grenzmanagement und Grenzsicherheit. pdf, Volltext